# Valentina Giovagnini
Valentina Giovagnini (Arezzo, 6 aprile 1980 – Siena, 2 gennaio 2009) è stata una cantante e polistrumentista italiana.

## Biografia
Valentina Giovagnini nasce ad Arezzo il 6 aprile 1980, nel giorno di Pasqua. Primogenita di Giovanni (1951), medico pediatra, e di Maura Pagliucoli (1954), commerciante, cresce a Pozzo della Chiana, paese dove vive la famiglia, frazione del comune di Foiano della Chiana. Successivamente nasce sua sorella, Benedetta, anche lei cantautrice e musicista, e suo fratello, Giacomo. Si avvicina alla musica fin da molto piccola, studiando danza e in seguito canto, pianoforte e flauto. Frequenta il liceo musicale ad Arezzo, diplomandosi ed iscrivendosi poi alla facoltà di lettere con indirizzo musica e spettacolo, dove approfondisce i temi che si ritroveranno nelle sue opere successive, come lo studio della cultura medioevale e della musica celtica, conosciuta e subito apprezzata tramite lo studio del tin whistle, ispirandosi a cantanti come Enya, Kate Bush e Loreena McKennitt, ma anche alla musica latina, al folk, alla musica tradizionale e al pop sperimentale in stile Björk, da sempre la sua cantante preferita assieme ad Angelo Branduardi ed Elisa.
Nel 1997 incontra il suo futuro produttore Davide Pinelli con il quale inizierà una fruttuosa collaborazione quattro anni più tardi; a loro si aggiunge l'autore Vincenzo Incenzo, noto anche per aver collaborato a lungo con Renato Zero e Lucio Dalla. Nel 2001 incide il suo primo CD singolo, dal titolo Dovevo dire di no, che non riscuote un grande successo ma le permette di accedere e di superare la selezione per la categoria Giovani del Festival di Sanremo 2002. Prima del Festival vero e proprio, Valentina prende parte alla trasmissione Sanremo Giovani interpretando La prima cosa bella, accompagnata dalla sorella come flautista e corista.

### Sanremo 2002
(Vincenzo Incenzo)
Nel 2002 partecipa al Festival di Sanremo con la canzone Il passo silenzioso della neve, di Vincenzo Incenzo e Davide Pinelli, arrivando seconda per soli 21 punti nella categoria Giovani dietro ad Anna Tatangelo, ottenendo tutti 9 e 10 dalla giuria di qualità e un voto alto dalla giuria demoscopica, ottenendo però pochi consensi da parte del pubblico. Il brano vince però il Premio per il Miglior arrangiamento. Nelle successive settimane raggiunge il quattordicesimo posto nella classifica dei singoli.
Il 15 marzo dello stesso anno viene pubblicato il suo primo album Creatura nuda, contenente brani composti da Davide Pinelli e Vincenzo Incenzo, in un paio di casi con la stessa Giovagnini, nonché un madrigale di Cipriano de Rore e la versione allemanda di Senza origine. L'album raggiunge il ventottesimo posto nella classifica degli album. L'estate seguente partecipa al Festivalbar con il secondo singolo Senza origine e, per la prima volta, al Girofestival, con Il passo silenzioso della neve e Senza origine.
Nei mesi successivi, arrivano prestigiose nomination dagli Italian Music Awards e dal Premio Titano - Festival di San Marino cui prende parte, rispettivamente nelle categorie Miglior artista emergente e Miglior artista femminile dell'anno. Il brano Creatura nuda, terzo singolo estratto dall'omonimo album, viene impiegato in una puntata ambientata in Italia della soap opera Beautiful, trasmessa da Canale 5.

### Attività successiva
Sulla fine del 2002, Valentina torna in sala di registrazione, per incidere il suo secondo album, anticipato nel maggio 2003 dal singolo Non piango più, ennesimo esperimento nel quale ad un sorprendente intro di archi a tempo di tango argentino, ci sono sonorità elettroniche e ritmiche stile anni ottanta. Con questo singolo partecipa per la seconda volta come ospite al Girofestival. L'uscita del secondo album, intitolato L'amore non ha fine e in cui è co-autrice di alcuni pezzi, è prevista di lì a poco ma viene bloccata per problemi derivanti dal calo degli investimenti nel mercato discografico italiano. Uscirà poi nel 2009, postumo. 
Nell'estate del 2004 partecipa ancora una volta come ospite al Girofestival, dove presenta Mi fai vivere e Dovevo dire di no, dal primo album Creatura nuda.

Dopo la difficoltà a tornare sul mercato discografico e l'esclusione alle edizioni 2003 (con L'amore non ha fine, presentato nella categoria Campioni, con la partecipazione del tenore Aldo Caputo), 2004 (con L'attesa infinita, categoria unica), 2005 (con Inimmaginabile, nelle Nuove Proposte) e 2008 (con Sonnambula, di nuovo nei Giovani) del Festival di Sanremo (nel 2003 e nel 2008 non fu scelta dal direttore artistico Pippo Baudo, che pure l'aveva apprezzata nel 2002, mentre nel 2004 e nel 2005 fu esclusa dalle commissioni dirette da Tony Renis e Gianmarco Mazzi, nonostante il direttore artistico del 2005 Paolo Bonolis avesse inizialmente ammesso Inimmaginabile alla kermesse rimanendone molto colpito), nel 2005 Incenzo e Pinelli la convinsero, per ottenere più visibilità, a partecipare al reality show Music Farm, ma venne scartata al provino con la motivazione ufficiale che la sua musica era troppo "di nicchia": 
(Vincenzo Incenzo)
Valentina continua ad esibirsi in pubblico (ha organizzato 8 tour tra il 2002 e il 2008), e a comporre nuova musica.
Il 15 novembre 2008, ospite alla trasmissione Sabato & Domenica Village su Rai 1, Valentina dichiara di essere al lavoro per la pubblicazione di un nuovo album, visto il blocco di L'amore non ha fine, e dopo la fine della collaborazione con Incenzo e Pinelli dovuta alla scadenza del contratto con la Virgin, non rinnovato dalla casa discografica.

### La morte
Alle 15:30 del 2 gennaio 2009 la cantante, a bordo della sua Nissan Micra, mentre percorre la strada che porta da Pozzo della Chiana a Foiano della Chiana, perde il controllo del mezzo e impatta violentemente contro un albero. Viene trasportata in elicottero al policlinico Le Scotte di Siena in gravissime condizioni..
Valentina muore nella tarda serata nonostante un intervento chirurgico alla testa.
I funerali si tengono il 4 gennaio 2009 presso la chiesa parrocchiale di Pozzo della Chiana. È sepolta nel cimitero locale di Pozzo, che si estende attorno al Tempio di Santo Stefano della Vittoria. Sulla lapide sono incisi alcuni versi della canzone Libera.

## Citazioni e omaggi

### L'associazione Onlus in suo nome
Nel 2009, subito dopo la sua terribile scomparsa, nasce in sua memoria un'associazione Onlus denominata Valentina Giovagnini Onlus. L'associazione, gestita dalla famiglia di Valentina, ha come obiettivo quello di onorare e mantenere sempre vivo il ricordo della cantante attraverso progetti in ambito sociale e di opere di beneficenza.

### L'amore non ha fine, l'album postumo
Il 15 maggio 2009, a 4 mesi dall'improvvisa scomparsa, esce postumo il secondo e ultimo album di Valentina, intitolato emblematicamente L'amore non ha fine e distribuito dall'etichetta discografica Edel. Come primo singolo viene scelto l'omonimo brano di cui viene realizzato un video, dove duetta con il tenore Aldo Caputo. La pubblicazione dell'album, contenente 12 brani registrati tra il 2003 e il 2008 più 2 ghost-tracks, è stata fortemente voluta dai familiari dell'artista ed i ricavati delle vendite vanno a finanziare l'associazione no profit intitolata alla sua memoria. Si tratta di brani inediti, comprese tre delle quattro canzoni escluse dal festival di Sanremo, e due cover, Hallelujah di Leonard Cohen e Somewhere Over the Rainbow.
Il brano Voglio quello che sento (inciso nel 2003 e successivamente incluso nell'album L'amore non ha fine) è stato inserito, assieme a Il passo silenzioso della neve, dal regista Gianfrancesco Lazotti nel film del 2010 Dalla vita in poi.

### Valentina Giovagnini. Tra vita e sogno
Il 6 aprile 2012 esce in tutte le librerie il libro biografico Valentina Giovagnini. Tra vita e sogno, scritto dall'autore dei testi delle sue canzoni Vincenzo Incenzo, che racconta la storia di Valentina attraverso la testimonianza di parenti, amici e fan della cantante.
Il libro inoltre contiene inediti (i testi dell'album mai inciso a cui stava lavorando e alcune composizioni musicali) e poesie scritte dall'artista stessa, oltre a immagini inedite, comprese alcune fotografie artistiche realizzate dalla Giovagnini durante gli ultimi anni.

### Benedetta Giovagnini, Gennaio
In occasione del Festival di Sanremo 2012, Benedetta Giovagnini, sorella di Valentina e cantautrice, presenta il brano Gennaio, dedicato alla scomparsa della sorella. La canzone viene selezionata tra i 60 finalisti del Sanremo Social Day ma non viene scelta per gareggiare alla kermesse musicale. Benedetta fa parte dell'Associazione Culturale Fonopoli fondata da Renato Zero. Negli anni 2010 ha partecipato ad alcuni programmi televisivi come al talent show The Voice of Italy nella squadra di Piero Pelù; durante lo show ha anche ricordato Valentina ed erano presenti anche i genitori, ma è stata eliminata nello scontro diretto con la vincitrice suor Cristina Scuccia; è anche voce e autrice del gruppo La Tanière d'Amélie, e animatrice della ONLUS e del premio Valentina Giovagnini.

### Premio Valentina Giovagnini
Ogni anno a Pozzo della Chiana si è svolto per svariati anni il premio "Valentina Giovagnini", concorso canoro per giovani emergenti di risonanza a livello nazionale, interrotto nel 2020.
Nel luglio 2018, in occasione della decima edizione della fondazione del premio "Valentina Giovagnini", viene lanciato il brano inedito Inimmaginabile con cui Valentina si era presentata alle selezioni di Sanremo 2005.
Come ospiti, hanno partecipato alla serata finale della manifestazione negli anni numerosi esponenti della musica e dello spettacolo, tra cui Simone Cristicchi, L'Aura, Mietta, Serena Autieri, Paolo Vallesi, Gerardina Trovato, Emanuela Aureli, Eleonora Di Miele, Pierdavide Carone, e i Jalisse.

### Altri inediti e raccolta
Il 5 aprile 2024 esce l'EP inedito Respiro, comprendente oltre alla già pubblicata Inimmaginabile, anche due cover di Bjork (Hyperballad e Human Behaviour), due inediti (Respiro, Fotosintesi), il brano Non dimenticare mai (già in L'amore non ha fine) in una nuova versione in duetto virtuale con la sorella Benedetta Giovagnini; il 26 luglio è annunciata la raccolta in triplo CD La mia natura, comprendente i tre dischi (l'EP e i due album precedenti). Per la prima volta l'intera discografia della cantante aretina viene inoltre messa a disposizione in versione rimasterizzata e per il download digitale. Il progetto è pubblicato dall'etichetta Verba Manent di Vincenzo Incenzo con la distribuzione ADA Music Italy/Warner Music.

## Discografia

### Album in studio
- 2002 – Creatura nuda
- 2009 – L'amore non ha fine

### EP
- 2024 – Respiro

### Raccolte
- 2024 – La mia natura

### Singoli
- 2001 – Dovevo dire di no (il traffico dei sensi)
- 2002 – Il passo silenzioso della neve
- 2002 – Senza origine
- 2002 – Creatura nuda
- 2003 – Non piango più
- 2009 – L'amore non ha fine (feat. Aldo Caputo)
- 2018 – Inimmaginabile
- 2024 – Respiro

### Video musicali
- 2002 – Il passo silenzioso della neve
- 2002 – Senza origine
- 2009 – Sonnambula (demo del 2008)
- 2009 – L'amore non ha fine (registrato nel 2003)
- 2013 – L'attesa infinita (2004)
- 2018 – Inimmaginabile (2005)

Valentina Giovagnini realizzò tre effettivi videoclip (Il passo silenzioso della neve e Senza origine nel 2002, dal primo disco, e L'amore non ha fine nel 2003, non pubblicato come la canzone e incluso nell'album omonimo del 2009, anno in cui venne reso disponibile su YouTube). Gli altri video (pubblicati in seguito su internet) sono un filmato inedito dell'artista che canta il pezzo (L'attesa infinita del 2004) e un demo (Sonnambula del 2008).
Il videoclip ufficiale di Inimmaginabile, brano del 2005 ma rimasto inedito fino al 2018, è un filmato amatoriale in studio dove la cantante esegue il brano accompagnandosi con la cornamusa.